# آيدا كراوتش هازلت
آيدا كراوتش هازلت (بالإنجليزية: Ida Crouch-Hazlett)‏ (ولدت باسم آيدا إيستل كراوتش، 1870-1941)، هي ناشطة سياسية أمريكية بارزة في حركة الاقتراع، والحركات الاشتراكية. اشتُهرت كراوتش هازلت كخطيبة ومنظِّمة بارزة للحزب الاشتراكي الأمريكي، خلال أول عقدين من القرن العشرين. أصبحت كراوتش هازلت في عام 1902، أول مرشحة للكونجرس الأمريكي من كولورادو، عندما ترشحت للحصول على مقعد في مجلس النواب.

## السيرة الذاتية

### النشأة
ولدت آيدا إستيل كراوتش في عام 1870، في شيكاغو، في إلينوي، وهي ابنة اثنين من معلمي المدارس خريجي الجامعات. نشأت كراوتش في مونماوث، في إلينوي، حيث التحقت بالمدرسة الابتدائية، قبل الالتحاق بمعهد مونتيسيلو في غودفري، في إلينوي. تخرجت عام 1888، في دار معلمي ولاية إلينوي (وهي المؤسسة التي أصبحت فيما جامعة ولاية إلينوي) في بلومنغتون، ثم التحقت بفصل في جامعة ستانفورد، حيث درست الاقتصاد، وبكلية شيكاغو للعلوم الاجتماعية بعد الانتهاء من تدريبها كمدرسة في دار معلمي إلينوي.
تزوجت كراوتش في سن مبكرة إلى حد ما، من إن. هازلت، الذي توفي بعد ذلك بوقت قصير.
ترشحت كراوتش هازلت بعد التخرج، لمجلس المدرسة المحلية على بطاقة ترشيح حزب المنع. شغلت -بعد هذه المحاولة الفاشلة- سلسلة من المناصب كمدرسة للخطابة في إلينوي، وكولورادو، ووايومنغ، وهي مهنة ساعدتها على صياغة مهاراتها الخاصة كخطيبة.
انتقلت كراوتش هازلت في عام 1894، إلى الصحافة، إذ عملت كمراسلة صحفية. عملت كراوتش هازلت لصالح الصحف في شيكاغو، ودنفر، وليدفيل في كولورادو، وسانت لويس. واصلت العمل كصحافية حتى عام 1900. تعرضت كراوتش هازلت لأول مرة للصراع الطبقي المرير بين عمال المناجم ومالكي المناجم أثناء وجودها في كولورادو، مما شكل المزيد من وجهات نظرها السياسية.

### الحياة المهنية السياسية
كانت مغامرة كراوتش هازلت الأولى في السياسة في عام 1896، عندما عُيّنت منظِّمة وطنية للجمعية الوطنية الأمريكية للمطالبة بحق المرأة في الاقتراع (إن إيه دبليو إس إيه). كانت كراوتش هازلت من المنظمين المحترفين للجمعية الوطنية الأمريكية لحق المرأة في الاقتراع، الذين تجولوا في كاليفورنيا بطولها وعرضها، خلال الحملة الانتخابية الفاشلة لعام 1896، وانضموا إلى شجاعات الحركة مثل سوزان ب. أنتوني، وكاري تشابمان كات، وآنا هوارد شو. استمرت كراوتش هازلت في طاقم الجمعية الوطنية الأمريكية لحق المرأة في الاقتراع، حتى عام 1901، متجولة في البلاد للتنظيم، وإلقاء محاضرات عامة لبناء الدعم العام لحق المرأة في التصويت.
بدأت كراوتش هازلت، بعد وقت قصير من بداية القرن العشرين، الاعتقاد أن النضال من أجل الاشتراكية عنصر أساسي في نضال المرأة من أجل المساواة في الحقوق، وجعلت تقدم الحركة الاشتراكية جزءًا مركزيًا من جهودها السياسية. انضمت إلى الحزب الاشتراكي الأمريكي الناشئ (إس بّي إيه)، عند تشكله في عام 1901، وأصبحت بعد ذلك واحدة من أبرز الأصوات النسائية فيه.
أصبحت هازلت في عام 1902، أول امرأة مرشحة للكونغرس الأمريكي في ولاية كولورادو، عندما ترشحت للحصول على مقعد في مجلس النواب، على بطاقة ترشيح الحزب الاشتراكي.